# Gekraagde vinkbuulbuul
De gekraagde vinkbuulbuul (Spizixos semitorques) is een zangvogel uit de familie Pycnonotidae (buulbuuls).

## Verspreiding en leefgebied
Deze soort komt voor in het oosten van Azië en telt twee ondersoorten:
- S. s. semitorques: centraal en zuidelijk China en noordelijk Vietnam.
- S. s. cinereicapillus: Taiwan.